# Jequiá da Praia
Jequiá da Praia este un oraș în unitatea federativă Alagoas (AL), Brazilia.